# Paula Valdivia Monserrat
Paula María Valdivia Montserrat (más conocida como Paula Valdivia, Algeciras, 23 de diciembre de 1995) es una exjugadora balonmano e internacional por España. Actualmente se desempeña como profesora en Algeciras.

## Trayectoria
Comenzó su vida deportiva en Algeciras donde se formó como jugadora y debutó en la máxima competición nacional con el ADESAL de Córdoba. Su gran rendimiento en su primera temporada en la máxima competición nacional junto a Inés Hernández, Yacaira Tejeda y Bea Puertas le abrieron las puertas del Rincón Fertilidad de Málaga, un equipo en construcción de la zona media de la tabla por aquella época. Paula estuvo tres temporadas en el equipo costasoleño y, tras una lesión de hombro y un final abrupto con el equipo dirigido por Diego Carrasco, fichó por el Hotel Gran Bilbao-Prosetecnisa BM Zuazo, donde fue nombrada mejor extremo derecho de la temporada 2019.
Tras dos años en el Rocasa Gran Canaria (y una Supercopa de España), su primer año tuvo una grave lesión que la mantuvo apartada de los terrenos de juego durante siete meses (rotura completa del ligamento cruzado anterior de su rodilla derecha y rotura parcial del cuerno posterior del menisco externo). El segundo año permitió al conjunto teldense competir por todos los títulos, también competición europea, aunque no cayeron de su lado.
Durante la temporada 2022-23 estuvo jugando en la Liga Francesa, junto al Chambray, terminando en 5º lugar. Allí jugó con la portera noruega Grandlund y la estrella francesa Alexandre Lacrabère, campeona del mundo y de Europa.
Su último club fue el motive.co Gijón, al que llegó en la temporada 2022 y se retiró en 2025, al aprobar las oposiciones a maestra de la Junta de Andalucía y el descenso del equipo gijonés.

### Clubes[11]
- 2013–14:  Adesal Córdoba
- 2014–17:  Rincón Fertilidad Málaga
- 2016–17:  Adesal Córdoba
- 2017–19:  Balonmano Zuazo
- 2019–21:  Rocasa Gran Canaria
- 2021–22:  Chambray Touraine
- 2022–25:  motive.co Gijón

#### Datos(hasta el 15 de junio de 2024)
|          | Liga | Copa | EHF |
| -------- | ---- | ---- | --- |
| Partidos | 211  | 12   | 24  |
| Goles    | 726  | 36   | 85  |

### Selección española
Debutó con la selección española el 7 de julio de 2017 en un amistoso ante Rumanía. Habitual en los últimos años con las Guerreras, con las que ha jugado más de 50 partidos, se ha proclamada doble campeona de los Juegos Mediterráneos (Orán 2022 y 2018) y campeona universitaria en 2016.
Fue integrante de la Selección que jugó el Campeonato de Europa de 2018 disputado en Francia y el Campeonato de Europa ABF 2022 disputado en Eslovenia, Montenegro y Macedonia del Norte.

## Títulos y galardones

### Títulos con la selección
- 2 x  Medalla de Oro en los Juegos Mediterráneos (2018, 2022)
- 1 x  Campeona del Mundo Universitaria (2016)

### Títulos de clubes
- 1 x Supercopa de España (2019–20)

### Galardones individuales
- Mejor Extremo Derecho Liga Española (2019)[9]
- Mejor Deportista de Algeciras (2019)
- Medalla e Insignia de Plata de la RFEBM (2025)[17]
- Medalla e Insignia de Plata de la FABM (2025)[18]

## Vida personal
La algecireña tiene hipoacusia, diagnosticada desde pequeña.